# Need for Speed
Need for Speed (NFS) é uma série de jogos eletrônicos de corrida automóvel publicada pela Electronic Arts (EA) e produzida por vários estúdios incluindo o canadiano EA Black Box, o britânico Criterion Games e o sueco Ghost Games. É considerado por muitos críticos e fãs de jogos de corrida, como a melhor franquia de jogos de corrida de todos os tempos.[carece de fontes?]
O primeiro título, The Need for Speed foi lançado em 1994. Todos os jogos da série consistem em carros de corrida em vários circuitos fechados ou não. Alguns títulos incluem ainda perseguições policiais nas corridas. Em novembro de 2020, foi lançado uma versão remasterizada do jogo Need For speed: Hot Pursuit (2010). O mais recente título da série, Need for Speed: Unbound, foi lançado em novembro de 2022.
Em 2012, depois da reestruturação da Black Box, a Criterion Games anunciou que ficaria com o total controle da série. No entanto, em 2013, as produtoras Ghost Games Ghost Games UK e Criterion Games juntaram forças para o futuro da série. A equipa da Ghost Games UK consiste em 80% de ex-empregados da Criterion Games.
Os jogos Need for Speed tem sido bem recebidos pelos críticos e é uma das séries de jogos eletrônicos mais vendidas de sempre. Actualmente, já foram vendidas mais de 150 milhões de cópias de jogos Need for Speed. Devido a sua popularidade a serie já expandiu para outras formas de mídia incluindo uma adaptação cinematográfica e brinquedos Hot Wheels.

## Jogabilidade
Jogo de mundo aberto quase todos os jogos da série aplicam as mesmas regras e mecânicas: o jogador controla um carro de corrida numa variedade de circuitos e o objectivo é ganhar a prova. No modo torneio/carreira, o jogador tem de ganhar várias provas para assim poder desbloquear mais veículos e circuitos. Antes de cada prova o jogador escolhe um veiculo, e a opção se quer transmissões manuais ou automáticas. Todos os jogos da série têm uma forma de modo multijogador, que permite competir com outro jogador via ecrã dividido, LAN ou Internet.
Apesar de todos os jogos partilharem o mesmo nome, o seu foco e tom pode variar significativamente. Por exemplo, em alguns jogos os carros sofrem danos físicos, tanto mecânicos como visuais, enquanto que noutros não há quaisquer danos; em alguns jogos é simulado o comportamento real dos carros (físicas), enquanto que outros não, as físicas são mais esquecidas.
Com o lançamento de Need for Speed: Underground, a série mudou de uma cena de carros desportivos com circuitos de A-para-B, para a sub-cultura tuning e corridas de rua num ambiente urbano nocturno. À data, este tema permanece predominante na maior parte dos jogos seguintes. Underground deu um novo reinicio à série, ignorando por completo os anteriores jogos Need for Speed. Foi o primeiro que ofereceu um modo carreira com uma história incorporada, e uma garagem que permite aos jogadores alterar os seus carros com várias marcas tanto ao nível mecânico como visual.
O conceito tuning envolveu em cada novo jogo, desde focar-se apenas nas mecânicas do carro até aos aspecto visuais deste. As opções incluem por exemplo modificações no ABS, controlo de tracção e downforce, ou melhorias em certas partes como o motor e a caixa de velocidades/mudanças. Depois do lançamento de Need for Speed: Underground 2, os aspectos visuais do carro tornaram-se importantes no modo carreira/torneio, onde a aparência é classificada desde zero a dez pontos. Quando o carro tem uma classificação visual elevada, é escolhido para entrar na capa de uma revista fictícia.
Need for Speed: Shift e Shift 2: Unleashed aproximaram-se da simulação de corrida, com circuitos reais fechados como Nürburgring e Laguna Seca, e circuitos de rua fictícios em cidades como Londres e Chicago. A lista de carros combina classes exóticas, desportivas e tuners, em adição a carros especiais de corrida.
Muitos jogos da série têm de uma ou outra forma de perseguições policiais. Em alguns jogos o jogador tem até a possibilidade de escolher se quer conduzir o carro da policia ou o do criminoso. Need for Speed III: Hot Pursuit foi o primeiro título da série que dava a possibilidade de escolher o carro de policia, embora apenas na versão Microsoft Windows. Já nos consoles tal opção apareceu pela primeira vez em Need for Speed: High Stakes para a versão PlayStation. Os conceitos de drift e drag foram introduzidos em Need for Speed: Underground. Estes mecanismos novos foram incluídos no modo carreira/torneio para além das corridas de rua. Nas corridas drift, a vitória é dada a quem tiver mais pontos, ganhos pelo tamanho e duração de cada drift feito pelo carro do jogador. Nas corridas drag, o objectivo é acabar o circuito para ganhar, mas se o jogador tiver algum acidente a corrida acaba.
Como todos os jogo de corrida automóvel, a série Need for Speed tem uma lista de carros, modelados e nomeados a partir de carros reais. Os carros são divididos em quatro categorias: exóticos, muscle, tuners e especiais. Exóticos são carros de alta performance e caros, como o Lamborghini Murciélago, Mercedes-Benz SLR McLaren, Chevrolet Corvette e o Ford GT; os muscle podem ser por exemplo o Ford Mustang, Dodge Challenger e o Chevrolet Camaro; e os tuner são mais dirigidos a marcas japonesas como o Nissan Skyline e o Mitsubishi Lancer Evolution. Os especiais tanto podem ser civis como da policia e estão disponíveis em alguns jogos, como o Ford Crown Victoria em Need for Speed: Hot Pursuit e caminhões, táxis e veículos de bombeiros em Need for Speed: Carbon.
Originalmente a série tinha como ambiente locais internacionais, com circuitos na Austrália, Europa e África. A partir de Underground, o cenário tem lugar em cidades metropolitanas fictícias.
O primeiro jogo tinha trânsito no modo "vs", enquanto que nos jogos seguintes o trânsito pode ser desligado se o jogador o desejar. Começando em Underground, o trânsito é um obstáculo fixo.

## Desenvolvimento
A série Need for Speed foi produzida originalmente pela Distinctive Software, um estúdio de videojogos com sede em Vancouver, Canadá. Antes da Electronic Arts' comprar a companhia em 1991, o estúdio já tinha criado jogos de corridas que se tornaram populares na altura como Stunts e Test Drive II: The Duel. Depois da compra a companhia passou a chamar-se Electronic Arts (EA) Canada. A empresa aproveitou a sua experiência no género para o desenvolvimento da série Need for Speed até ao final de 1992. EA Canada continuou a expandir e a desenvolver Need for Speed até 2002, quando outra companhia de jogos de Vancouver, Black Box Games, foi contratada para fazer Need for Speed: Hot Pursuit 2. EA Black Box foi a produtora principal desde 2002-08. Em 2009, EA comprou a Slightly Mad Studios e lançaram Need for Speed: Shift, e a Criterion Games, estúdio do Reino Unido propriedade da EA, lançou Hot Pursuit em 2010. Em 2011, Slightly Mad Studios lançou a sequela de Shift, Shift 2: Unleashed e a EA Black Box lançou Need for Speed: The Run.
Na E3 2012, Alex Ward, vice-presidente da Criterion Games, anunciou que os títulos NFS já não seriam produzidos por estúdios ao acaso e que no futuro todos os jogos seria produzidos pela Criterion. Também referiu que o estúdio teria um "envolvimento forte" e que iria controlar quais os títulos NFS que seriam lançados no futuro.
Em Abril de 2013, a Electronic Gaming Monthly publicou uma reportagem a referir que Need for Speed: Underground poderia ser o próximo NFS. Essa reportagem foi mais tarde negada por Ward. Suspeitava-se inicialmente que a Criterion não iria produzir jogos de corrida a curto prazo, mas Ward clarificou que estava a falar a nível pessoal e não pelo estúdio.
Em Outubro de 2013, não havia jogos Need for Speed em produção excepto Rivals. Numa entrevista à VideoGamer, o chefe da Ghost Games, Marcus Nilsson, disse que a Ghost tinha os direitos da série e que estavam a trabalhar para restabelecer a sua credibilidade. Sugeriu também uma sequela para Underground 2 se tivesse boas condições. Mais tarde, durante a Eurogamer Expo, Nilsson deu a entender que a série poderia regressar ao estilo de progressão similar a Underground, Most Wanted e Carbon.
Em Outubro de 2013 foi criada uma parceira multi-anual entre a EA e o piloto Ken Block, medalhista dos X Games e fenómeno da Internet. Block será Consultor de Corrida, enquanto que a marca The Need for Speed patrocinará Block e o seu Ford Fiesta ST 2013.
2014 foi um ano que não viu lançamentos Need for Speed. Em Maio de 2015 a EA e a Ghost Games revelaram o próximo título. Simplesmente chamado Need for Speed, o jogo dará um novo reinicio à serie e está planeado para ser lançado até ao fim de 2015 para PC (via Origin), PlayStation 4 e Xbox One.
No início de 2025, o executivo Vince Zampella, responsável por supervisionar a franquia Battlefield, divulgou que toda a equipe do estúdio Criterion Games, então responsável pela franquia Need for Speed, estaria sendo realocada temporariamente para dar apoio ao desenvolvimento do sucessor de Battlefield 2042.

### Autolog
Em 2010, a EA apresentou uma plataforma social Autolog, para o jogo Need for Speed: Hot Pursuit e para os outros jogos futuros da série. Autolog dá características sociais aos jogos Need for Speed via aplicação móvel e numa página oficial. Permite aos jogadores consultar o seu progresso nos jogos, ver tabelas de classificação, partilhar fotografias com amigos, etc.

## Visão global
| Título                  | Ano  | Plataformas                                                                                              | Produtora(s)                                                    | Notas |
| ----------------------- | ---- | --- | --------------------------------------------------------------- | --- |
| The Need for Speed      | 1994 | 3DO, Saturn, DOS, PlayStation                                                                            | Pioneer Studios EA Canada                                       | A versão 3DO foi a primeira a ser lançada. |
| Need for Speed II       | 1997 | Microsoft Windows, PlayStation                                                                           | EA Canada EA Seattle                                            | Protótipos e carros de exposição disponíveis. |
| NFS III: Hot Pursuit    | 1998 | Microsoft Windows, PlayStation                                                                           | EA Canada EA Seattle                                            | |
| NFS: High Stakes        | 1999 | Microsoft Windows, PlayStation                                                                           | EA Canada EA Seattle                                            | Road Challenge (Europa, Brasil) |
| NFS: Porsche Unleashed  | 2000 | Microsoft Windows, PlayStation, Game Boy Advance                                                         | Eden Games EA Canada Pocketeers                                 | Porsche 2000 (Europa, Brasil), Porsche (Alemanha, América Latina)                                                                                   |
| NFS: Hot Pursuit 2      | 2002 | GameCube, PlayStation 2, Microsoft Windows, Xbox                                                         | EA Black Box EA Seattle                                         | |
| NFS: Underground        | 2003 | Game Boy Advance, GameCube, PlayStation 2, Microsoft Windows, Xbox                                       | EA Black Box                                                    | |
| NFS: Underground 2      | 2004 | Game Boy Advance, GameCube, Mobile, Nintendo DS, Microsoft Windows, PlayStation 2, PSP1, Xbox            | EA Canada                                                       | |
| NFS: Most Wanted        | 2005 | Game Boy Advance, GameCube, Mobile, Nintendo DS, Microsoft Windows, PlayStation 2, PSP, Xbox, Xbox 360   | EA Black Box                                                    | |
| NFS: Carbon             | 2006 | GameCube, Mobile, Nintendo DS, Mac OS X, Microsoft Windows, PlayStation 2, PlayStation 3, PSP, Xbox 360  | EA Canada EA Black Box                                          | |
| NFS: ProStreet          | 2007 | Mobile, Nintendo DS, Microsoft Windows, PlayStation 2, PlayStation 3, PSP, Wii, Xbox 360                 | EA Black Box                                                    | |
| NFS: Undercover         | 2008 | Mobile, Nintendo DS, Microsoft Windows, PlayStation 2, PlayStation 3, PSP, Wii, Xbox 360, Windows Mobile | EA Vancouver Exient Entertainment Firebrand Games Piranha Games | |
| NFS: Shift              | 2009 | Xbox 360, PlayStation 3, PlayStation Portable, Microsoft Windows, Mobile, Windows Mobile, Android        | Slightly Mad Studios EA Bright Light                            | |
| NFS: Nitro              | 2009 | Wii, Nintendo DS                                                                                         | Firebrand Games EA Montreal                                     | Uma versão melhorada da edição DS com o nome Need for Speed: Nitro-X, foi lançada para DSiWare.                                                     |
| NFS: World              | 2010 | Microsoft Windows                                                                                        | EA Singapore EA BlackBox Quicklime Games                        | Jogo de corridas MMO Free-to-play. Fechou a 14 de Julho de 2015.                                                                                    |
| NFS: Hot Pursuit        | 2010 | Xbox 360, PlayStation 3, Microsoft Windows, Wii, Windows Phone, Android                                  | Criterion Games                                                 | A versão Wii foi produzida pela Exient Entertainment                                                                                                |
| Shift 2: Unleashed      | 2011 | Xbox 360, PlayStation 3, Microsoft Windows                                                               | Slightly Mad Studios                                            | Também conhecido como Need for Speed: Shift 2 Unleashed.                                                                                            |
| NFS: The Run            | 2011 | Xbox 360, PlayStation 3, Microsoft Windows, Wii, Nintendo 3DS                                            | EA Black Box                                                    | As versões Wii/3DS foram produzidas pela Firebrand Games.                                                                                           |
| NFS: Most Wanted        | 2012 | Xbox 360, PlayStation 3, Microsoft Windows, PlayStation Vita, Wii U, Android                             | Criterion Games                                                 | A versão Wii U, lançada em 2013, tem o nome Need for Speed: Most Wanted U.                                                                          |
| NFS: Rivals             | 2013 | Xbox 360, PlayStation 3, Microsoft Windows, PlayStation 4, Xbox One                                      | Ghost Games Criterion Games                                     | Em Outubro de 2014 foi lançada a edição Need for Speed Rivals Complete Edition, que contém todos os conteúdos adicionais e os bónus de pré-reserva. |
| NFS: No Limits          | 2015 | Android, iOS                                                                                             | Firemonkeys Studios                                             | |
| Need for Speed          | 2015 | Microsoft Windows, PlayStation 4, Xbox One                                                               | Ghost Games                                                     | Reboot da série. Requer conectividade consistente à Internet.                                                                                       |
| Need for Speed: Payback | 2017 | Microsoft Windows, PlayStation 4, Xbox One                                                               | Ghost Games                                                     | |
| Need for Speed Heat     | 2019 | Microsoft Windows, PlayStation 4, Xbox One                                                               | Ghost Games                                                     | Anunciado na Reunião de Resultados Financeiros do terceiro trimestre do EF19 da Electronic Arts.                                                    |
| Need for Speed: Unbound | 2022 | Microsoft Windows, PlayStation 5 e Xbox Series X/S                                                       | Criterion Games Codemasters                                     | Primeiro título da série a apresentar efeitos e personagens visualmente estilizados após anime e desenhos animados.                                 |

↑1 A versão PSP tem o nome Need for Speed: Underground Rivals, e foi lançada em 2005.

↑2 Este jogo não foi lançado para PS3, mas a versão PS2 está disponível em formato digital via PlayStation Network.

↑3 A versão iOS foi cancelada devido às vendas fracas de The Run.

## Jogos
| Jogo               | GameRankings                         | Metacritic |
| ------------------ | ------------------------------------ | ---------- |
| The Need for Speed | (SAT) 95.00% (PC) 83.00% (PS) 68.50% | -          |

### The Need for Speed(1994)
| Jogo              | GameRankings            | Metacritic  |
| ----------------- | ----------------------- | ----------- |
| Need for Speed II | (PS) 71.39% (PC) 68.25% | (PS) 71/100 |

### Need for Speed II(1997)
| Jogo                            | GameRankings            | Metacritic  |
| ------------------------------- | ----------------------- | ----------- |
| Need for Speed III: Hot Pursuit | (PS) 85.63% (PC) 84.82% | (PS) 88/100 |

### Need for Speed III: Hot Pursuit(1998)
| Jogo                        | GameRankings            | Metacritic  |
| --------------------------- | ----------------------- | ----------- |
| Need for Speed: High Stakes | (PS) 84.38% (PC) 83.08% | (PS) 86/100 |

### Need for Speed: High Stakes/Road Challenge(1999)
| Jogo                              | GameRankings                         | Metacritic               |
| --------------------------------- | ------------------------------------ | ------------------------ |
| Need for Speed: Porsche Unleashed | (PC) 84.36% (PS) 74.50% (GBA) 59.25% | (PS) 78/100 (GBA) 62/100 |

### Need for Speed: Porsche Unleashed/Porsche 2000(2000)
| Jogo                          | GameRankings                                              | Metacritic                                         |
| ----------------------------- | --------------------------------------------------------- | -------------------------------------------------- |
| Need for Speed: Hot Pursuit 2 | (PS2) 88.01% (Xbox) 80.04% (PC) 72.77% (GC) 72.05% pocong | (PS2) 89/100 (Xbox) 75/100 (PC) 73/100 (GC) 68/100 |

### Need for Speed: Hot Pursuit 2(2002)
| Jogo                        | GameRankings                                                    | Metacritic                                                      |
| --------------------------- | --------------------------------------------------------------- | --------------------------------------------------------------- |
| Need for Speed: Underground | (PS2) 84.29% (GC) 83.73% (PC) 82.29% (Xbox) 81.76% (GBA) 77.33% | (PS2) 85/100 (GC) 83/100 (Xbox) 83/100 (PC) 82/100 (GBA) 77/100 |

### Need for Speed: Underground(2003)
| Jogo                          | GameRankings                                                                 | Metacritic                                                        |
| ----------------------------- | ---------------------------------------------------------------------------- | ----------------------------------------------------------------- |
| Need for Speed: Underground 2 | (PC) 83.50% (Xbox) 82.61% (PS2) 80.77% (GC) 79.98% (GBA) 69.45% (NDS) 65.44% | (PC) 82/100 (PS2) 82/100 (Xbox) 77/100 (GBA) 72/100 (NDS) 65/100. |

### Need for Speed: Underground 2(2004)
| Jogo                        | GameRankings                                                                               | Metacritic                                                                    |
| --------------------------- | ------------------------------------------------------------------------------------------ | ----------------------------------------------------------------------------- |
| Need for Speed: Most Wanted | (X360) 83.05% (Xbox) 82.59% (PS2) 81.56% (PC) 81.50% (GC) 79.36% (GBA) 67.33% (NDS) 46.89% | (X360) 83/100 (Xbox) 83/100 (PS2) 82/100 (PC) 82/100 (GC) 80/100 (NDS) 45/100 |

### Need for Speed: Most Wanted(2005)
| Jogo                   | GameRankings | Metacritic |
| ---------------------- | --- | --- |
| Need for Speed: Carbon | (PC) 78.47% (X360) 77.51% (PS3) 76.26% (PS2) 75.04% (GC) 74.25% (Xbox) 73.28% (PSP) 71.00% (GBA) 69.33% (NDS) 66.50% (Wii) 65.39% | (PC) 78/100 (X360) 77/100 (PS3) 75/100 (GC) 75/100 (PS2) 74/100 (Xbox) 74/100 (PSP) 73/100 (NDS) 70/100 (Wii) 67/100 |

### Need for Speed: Carbon(2006)
| Jogo                      | GameRankings                                                                               | Metacritic                                                                                 |
| ------------------------- | ------------------------------------------------------------------------------------------ | ------------------------------------------------------------------------------------------ |
| Need for Speed: ProStreet | (NDS) 74.83% (PS3) 72.87% (X360) 72.17% (PC) 69.12% (Wii) 63.94% (PS2) 60.64% (PSP) 60.38% | (NDS) 74/100 (PS3) 73/100 (X360) 72/100 (PC) 70/100 (PS2) 62/100 (Wii) 61/100 (PSP) 57/100 |

### Need for Speed: ProStreet(2007)
| Jogo                       | GameRankings                                                                               | Metacritic                                                                    |
| -------------------------- | ------------------------------------------------------------------------------------------ | ----------------------------------------------------------------------------- |
| Need for Speed: Undercover | (X360) 64.58% (PS3) 62.66% (PC) 61.70% (NDS) 58.20% (PS2) 58.00% (Wii) 53.92% (PSP) 50.50% | (PC) 65/100 (X360) 64/100 (PS3) 59/100 (NDS) 59/100 (Wii) 54/100 (PSP) 52/100 |

### Need for Speed: Undercover(2008)
| Jogo                  | GameRankings                                        | Metacritic                                          |
| --------------------- | --------------------------------------------------- | --------------------------------------------------- |
| Need for Speed: Shift | (PS3) 83.59% (X360) 82.84% (PC) 82.36% (PSP) 69.60% | (PS3) 84/100 (X360) 83/100 (PC) 83/100 (PSP) 69/100 |

### Need for Speed: Shift(2009)
| Jogo                  | GameRankings              | Metacritic                |
| --------------------- | ------------------------- | ------------------------- |
| Need for Speed: Nitro | (Wii) 73.31% (NDS) 71.71% | (NDS) 70/100 (Wii) 69/100 |

### Need for Speed: Nitro(2009)
| Jogo                  | GameRankings | Metacritic |
| --------------------- | ------------ | ---------- |
| Need for Speed: World | 63.83%       | 62/100     |

### Need for Speed: World(2010)
| Jogo                        | GameRankings                                        | Metacritic                                          |
| --------------------------- | --------------------------------------------------- | --------------------------------------------------- |
| Need for Speed: Hot Pursuit | (PS3) 88.86% (X360) 87.21% (PC) 86.19% (Wii) 45.83% | (PS3) 89/100 (X360) 88/100 (PC) 86/100 (Wii) 50/100 |

### Need for Speed: Hot Pursuit(2010)
| Jogo               | GameRankings                           | Metacritic                             |
| ------------------ | -------------------------------------- | -------------------------------------- |
| Shift 2: Unleashed | (PC) 83.08% (X360) 81.91% (PS3) 80.40% | (PC) 84/100 (X360) 82/100 (PS3) 81/100 |

### Shift 2: Unleashed(2011)
| Jogo                    | GameRankings                                                     | Metacritic                                                       |
| ----------------------- | ---------------------------------------------------------------- | ---------------------------------------------------------------- |
| Need for Speed: The Run | (Wii) 70.00% (X360) 69.92% (3DS) 68.20% (PS3) 64.04% (PC) 60.14% | (PC) 69/100 (X360) 68/100 (3DS) 65/100 (Wii) 64/100 (PS3) 64/100 |

### Need for Speed: The Run(2011)
| Jogo                        | GameRankings                                                       | Metacritic                                                         |
| --------------------------- | ------------------------------------------------------------------ | ------------------------------------------------------------------ |
| Need for Speed: Most Wanted | (WIIU) 86.46% (PS3) 85.09% (Vita) 83.44% (X360) 83.05% (PC) 81.50% | (WIIU) 86/100 (PS3) 84/100 (X360) 84/100 (Vita) 79/100 (PC) 78/100 |

### Need for Speed: Most Wanted(2012)
| Jogo                  | GameRankings                                                      | Metacritic                                                        |
| --------------------- | ----------------------------------------------------------------- | ----------------------------------------------------------------- |
| Need for Speed Rivals | (PS3) 85.00% (PS4) 81.62% (XONE) 79.33% (PC) 78.67% (X360) 77.50% | (PS3) 82/100 (PS4) 80/100 (XONE) 75/100 (PC) 78/100 (X360) 76/100 |

### Need for Speed(2015)
Em Maio de 2015 a EA e a Ghost Games revelaram o próximo título, Need for Speed. O jogo dará um novo reinicio à serie e está planejado para ser lançado em Novembro de 2015 para PlayStation 4 e Xbox One e na primavera de 2016 para PC (via Origin).
| Resenha crítica           | Resenha crítica |
| Publicação                | Nota            |
| ------------------------- | --------------- |
| Destructoid               | 6/10            |
| Electronic Gaming Monthly | 7/10            |
| Game Informer             | 7/10            |
| Gaming Age                | C               |
| Game Rant                 | 3/5             |
| GamesRadar+               |                 |
| GameSpot                  | 8/10            |
| GameTrailers              | 8.3/10          |
| Giant Bomb                |                 |
| Hardcore Gamer            | 3/5             |
| IGN                       | 6.3/10          |
| The Telegraph             |                 |
| USGamer                   |                 |
| Videogamer                | 5/10            |

### Need for Speed Payback(2017)
Need for Speed Payback foi revelado em Junho de 2017 e tem lançamento previsto em 10 de Novembro de 2017 para Microsoft Windows, PlayStation 4 e Xbox One.

### Need for Speed Heat(2019)
Em 2019, a Electronic Arts anunciou que um novo Need for Speed estava em desenvolvimento. Em julho, a Electronic Arts declarou que o novo jogo seria lançado antes do final de março de 2020. Em 14 de agosto, o jogo foi anunciado como Need for Speed Heat e está programado para ser lançado em 8 de novembro de 2019.

### Need for Speed Unbound(2022)
Revelado pela EA em outubro de 2022, Need for Speed: Unbound foi desenvolvido pela Criterion com assistência da Codemasters. O jogo apresenta um estilo de arte cel shading para seus personagens e efeitos de veículos, mantendo a aparência fotorrealista dos carros dos jogos anteriores. O jogo é ambientado em uma cidade fictícia inspirada em Chicago e recebeu o nome de Lakeshore City. O jogo foi lançado para PlayStation 5, Xbox Series X/S e PC em 2 de dezembro de 2022. O rapper americano ASAP Rocky aparece como personagem do enredo, dirigindo um Mercedes 190E modificado.

## Outros jogos
Existem três jogos que estão associados, mas não fazem parte da série NFS.

### Need for Speed: Edge(cancelado)
Need for Speed: Edge é um jogo free-to-play, MMO de corrida automóvel, produzido pela EA Spearhead (antes EA Korea) e publicado pela Nexon para PC. É o terceiro jogo da série free-to-play, e o único free-to-play de corrida que usa o motor Frostbite 3. É baseado em Need for Speed: Rivals de 2013.

## Filme
A EA trabalhou com a DreamWorks Studios para criar uma versão cinematográfica da série. Need for Speed foi lançado a 14 de Março de 2014 e conta com Aaron Paul no papel de Tobey Marshall, um mecânico e um piloto de corridas de rua que foi traído por uma associação poderosa.
Em Abril de 2015, foi anunciada uma sequência. As produtoras China Movie Channel, Jiaflix e 1905.com criaram uma parceria com a EA Games para produzirem o filme.